# Charles de Nieuport
Pour les articles homonymes, voir Nieuport.
Charles François Ferdinand Antoine Florent de Nieuport est un mathématicien français né le 13 janvier 1746 à Paris et mort à Bruxelles le 20 août 1827.

## Biographie
Il est le troisième fils de Charles Florent Idesbalde le Preud'homme d'Hailly vicomte de Nieuport et de Marie Anne Charlotte d’Allegambe.

## Ordre de Saint-Jean de Jérusalem
Après avoir suivi des études poussées en mathématiques au collège Louis-le-Grand, il rentre dans les Pays-Bas autrichiens, pays d’origine de sa famille. Il est nommé lieutenant du corps de génie. Très rapidement, il renonce à ce poste et  s’engage à Malte au service du grand-maître de l’ordre des chevaliers de Saint-Jean de Jérusalem. Il obtient par la suite la commanderie de la région de Brie en France et en 1786 il est nommé représentant de l’Ordre auprès de la Cour de Bruxelles. Il échange la commanderie française pour celle de Vaillampont près de Nivelles et s’installe dans les Pays-Bas autrichiens .
À la suite de la Révolution de 1789, Nieuport perd sa commanderie et se retrouve sans ressources.

## Mathématiques
Passionné par les mathématiques, Nieuport serait, lors de son séjour en France, entré en contact avec des scientifiques célèbres tels que Condorcet, Charles Bossut ou d’Alembert. Le 16 septembre 1777, il présente deux mémoires à l’Académie royale des sciences, des lettres et des beaux-arts de Belgique, Mémoire sur les courbes que décrit un corps qui s’approche ou s’éloigne en raison donnée d’un point qui parcourt une ligne droite et Mémoire sur la détermination de certains facteurs propres à rendre une équation différentielle du premier ordre exacte. Il est élu membre le 13 octobre 1777.
À la suite de la Révolution, Nieuport devient correspondant à l’Institut de France.
Lors de la constitution du royaume des Pays-Bas, Nieuport est nommé chambellan du roi Guillaume Ier et siège à la seconde Chambre des États généraux. Une pension lui est accordée ; ce qui lui assure suffisamment de ressources pour survivre. Il est décoré du Lion Belgique.
En 1816, il est nommé directeur de l'Académie royale des sciences et belles-lettres et le reste jusqu’à sa mort. Il est également membre du Koninklijk instituut te Amsterdam, de la Hollandsche et de Zeeuwsche maatschappij der wetenschappen, correspondant à l’Académie royale de Stockholm, enfin, il est membre du collège des curateurs de l’université de Louvain.

## Travaux
La principale œuvre du vicomte de Nieuport est les Mélanges mathématiques et la suite Supplément ou Mémoire sur l’intégrité médiate des équations différentielles d’un ordre quelconque, et entre un nombre quelconque de variables dans laquelle il rassemble plusieurs mémoires sur les équations différentielles et leurs intégrations.
Il s’intéresse également aux problèmes de mécanique. Il présente, le 18 mai 1778, un Essai analytique sur la mécanique des voûtes qu’il reprend le 6 novembre 1780 sous forme de critique : Mémoire sur la propriété prétendue des voûtes en chaînettes.
Le 13 avril 1779, il rédige un mémoire : Sur une nouvelle machine propre à élever des fardeaux considérables.
La pratique des mathématiques l’entraîne à pratiquer la philosophie. Il commente les thèses de Condillac et rédige un Essai sur la théorie du raisonnement, précédé de la logique de Condillac.

## Publications
- Mélanges Mathématiques ou mémoires sur différents sujets mathématiques tant pures qu’appliquées, Bruxelles, Lemaire, Libraire-imprimeur (lire en ligne), premier recueil : 1794, second recueil : 1799
- Mémoire sur l’intégrité médiate des équations différentielles d’un ordre quelconque, et entre un nombre quelconque de variables, faisant suite à ses Mélanges ou mémoires sur différents sujets mathématiques tant pures qu’appliquées, Bruxelles, Lemaire, Libraire-imprimeur, 1802
- Essai sur la théorie du raisonnement, précédé de la logique de Condillac, Bruxelles, Lemaire, Libraire-imprimeur, 1805 (lire en ligne)
- « Sur l’équation générale des polygones, réguliers et la division d’un arc quelconque en parties égales », Recueil des savants étrangers de l’Institut, Paris, vol. 6,‎ 1806
- « Sur un problème présenté par d’Alembert », Recueil des savants étrangers de l’Institut, Paris, vol. 6,‎ 1806, p. 649-659
- Un peu de tout ou amusements d’un sexagénaire, depuis 1807 jusqu’en 1816, dédié à S. M. le roi des Pays-Bas, Bruxelles: P-J. De Mat, 1818.

Mémoires de l'Académie
- « Mémoire sur les courbes que décrit un corps qui s’approche ou s’éloigne en raison donnée d’un point qui parcourt une ligne droite », Mémoires de l’Académie impériale et royale des Sciences et Belles-lettres de Bruxelles, vol. 2,‎ 1780, p. 141-151
- « Mémoire sur la détermination de certains facteurs propres à rendre une équation différentielle du premier ordre exacte », Mémoires de l’Académie impériale et royale des Sciences et Belles-Lettres de Bruxelles, vol. 2,‎ 1780, p. 153-156
- « Essai analytique sur la mécanique des voûtes », Mémoires de l’Académie impériale et royale des Sciences et Belles-Lettres de Bruxelles, vol. 2,‎ 1780, p. 43-137
- « Mémoire sur les codéveloppées des courbes, avec quelques réflexions essentielles sur la méthode ordinaire d’élimination », in Mémoires de l’Académie impériale et royale des Sciences et Belles-Lettres de Bruxelles, t. 4, 1783, p. 1-16
- « « Mémoire sur la propriété prétendue des voûtes en chaînettes », Mémoires de l’Académie impériale et royale des Sciences et Belles-Lettres de Bruxelles, vol. 4,‎ 1783, p. 17
- « Mémoire sur une nouvelle machine propre à élever des fardeaux considérables », Mémoires de l’Académie impériale et royale des Sciences et Belles-Lettres de Bruxelles, vol. 4,‎ 1783, p. 26
- « Mémoire contenant quelques réflexions sur des notions fondamentales en géométrie », in Nouveaux mémoires de l’Académie de Bruxelles, t. 1, 1820, p. 435-452
- « Esquisse d’une méthode inverse des formules d’intégrales définies », in Nouveaux mémoires de l’Académie de Bruxelles, t. 1, 1820, p. 3-38
- « Mémoire sur une propriété générale des ellipses et hyperboles semblables, etc. », in Nouveaux mémoires de l’Académie de Bruxelles, t. 1, 1820, p. 39-66
- « Mémoire sur l'équilibre des corps qui se balancent librement sur un fil flexible, et celui des corps flottants », in Nouveaux mémoires de l’Académie de Bruxelles, t. 1, 1820, p. 67-88
- « In Platonis Opera et Ficinianam interpretationem animadversiones », in Nouveaux mémoires de l’Académie de Bruxelles, t. 1, 1820, p. 145-175
- « Sur la pression qu’un même corps exerce sur plusieurs appuis à la fois », in Nouveaux mémoires de l’Académie de Bruxelles, t. 2, Bruxelles: P.J. de Mat, 1822, p. 1-44.
- « Mémoire sur la métaphysique du principe de la différentiation », in Nouveaux mémoires de l’Académie de Bruxelles, t. 2, Bruxelles: P.J. de Mat, 1822, p. 45-102
- Avec Germinal Pierre Dandelin, « Sur une question relative au calcul des probabilités », in Nouveaux mémoires de l’Académie de Bruxelles, t. 3, Bruxelles: P.J. de Mat, 1826, p. 141-159

## Iconographie
Charles Geefs, Charles-François Le Preud'Homme d'Hailly, vicomte de Nieuport, buste, marbre, H. 68 ; L. 54.5 ; p. 33.5.